# Bassline Boys

Bassline Boys est un groupe belge de musique électronique né fin des années 1980 en pleine vague new beat composé notamment de Fabian Van Messen, Marc Neuttiens musiciens de studio ils collaborent ou créent d'autres projets simultanément (Fancy Fair, Fax Yourself, Herr Satz, Hydrowave…) comme beaucoup d'acteurs du mouvement new beat.

## Historique
En 1988, sort Warbeat leur premier single qui sample de vielles déclarations des protagonistes de la Seconde Guerre mondiale. On peut entendre par exemple la célèbre phrase de Winston Churchill « Give us the tools, and we will finish the job » ou encore Adolf Hitler.
Le single Warbeat a beaucoup fait parler de lui, notamment dans l'émission Ciel, mon mardi ! animée par Christophe Dechavanne. À l'époque, beaucoup de faux groupes se faisant passer pour les Bassline Boys se produisaient dans les clubs. Pour son émission de divertissement Ciel mon mardi, Christophe Dechavanne réalise un sujet sur la vague house acid music et new beat. Il s'agit d'un « reportage » dans une discothèque du Nord-Pas-de-Calais « La Pyramide ».
Le reportage montre un groupe de jeunes sur scène dansant sur le morceau Warbeat habillé en militaires nazis. Ils y jouent ou plutôt chorégraphient (selon leur propre expression) Warbeat. Dans cette chorégraphie, ils prennent la liberté de faire le salut nazi revêtus de la tenue. Nuisant bien évidemment au vrai groupe. Le reportage de Ciel, mon mardi ! joue sur les peurs et les stéréotypes. Au début du reportage, une journaliste dit :
« Après le ska et le disco, voici la new beat et l'acid music. Le nouveau rythme des années 1990 est arrivé ! Dans les discothèques on se déchaîne et dans le Nord-pas-de Calais, c'est à en devenir fou : le salut hitlérien a remplacé les déhanchements et les trémoussements et l'on célèbre à tue-tête l'ecstasy : une drogue sous forme de gélules aphrodisiaques. S'agit-il d'une mode doublée de provocation ou bien d'un délire carrément dangereux ? En tous cas, ce soir, ça va valser ! Yeah ! »
Après la diffusion du reportage à l'antenne, le groupe de danseurs est sur le plateau de l'émission. Dechavanne ne manque pas de leur reprocher de faire l'éloge du nazisme. Bien que l'un des danseurs explique que le refrain de Warbeat est « Adolf Adolf you're going to pay », Dechavanne attise la polémique.
À la suite de cela, le producteur des vrais Bassline Boys demande un droit de réponse qui lui est refusé. Face à ce refus, les Bassline Boys produisent le titre On se calme. Ils reprennent dans ce morceau le refrain de Warbeat « You're going to pay ». On se calme fut dès sa sortie un des morceaux new beat les plus diffusés en radio et en clubs.
Le morceau Warbeat des Bassline Boys est très représentatif de la new beat.
Ensuite, en 1990, ils sortent leur premier rap, BABY B.
Le DJ Broes Luc quitte le groupe en 1990.
Rapidement, les Bassline Boys évoluent vers l'eurodance avec Magouille qui sample et rend hommage à Raymond Goethals ou encore s'essayent au rap, avec le single We Will Rock You, reprise du célèbre morceau du groupe Queen.

## Discographie

### Singles
| Année | Titre                    | Format et informations                                      |
| ----- | ------------------------ | ----------------------------------------------------------- |
| 1989  | Warbeat                  | CD Single, CD Maxi et vinyles 7" et 12" en version Remix    |
| 1989  | On Se Calme              | CD Single, CD Maxi, Version Instrumentale, Version Acapella |
| 1990  | We Will Rock You         | Version maxi - Version single                               |
| 1990  | Baby B. (Bonjour)        | Version English - Version French                            |
| 1990  | Magouille!               |                                                             |
| 1992  | Je Suis Une Grosse Folle | avec la voix De Vuil Janet                                  |